# Асба
Асба (ангушт, бармак, тассудж) — арабська одиниця вимірювання довжини, рівна «ширині пальця». 1 асба = 6 шайр = 36 волосин з гриви робочого коня = 1 / 4 кабди = 1 / 24 зіри. У зв'язку з тим, що розмір зіри (ліктя) має різні значення, то й величина асби також коливається.
Тим не менше, зазвичай розрізняють:
- Асба канонічного ліктя, тобто 49,875 / 24 ≈ 2,078 см.
- Асба «чорного» ліктя, тобто 54,04 / 24 ≈ 2,252.
- Єгипетська асба — 3,125 см.
- Ангушт (в державі Великих Моголів). Наприкінці XVI століття імператор Акбар I встановив довжину «королівського» ліктя в 41 ангушт по 2,032 см. Ця величина ангушта збереглася і після того, як в 1647 році «королівський» лікоть був встановлений в 40 ангушт.

Також відомаасба Каїм (башбармак), яка дорівнювала ширині великого пальця руки і відповідала трьом звичайним асбам.